# بارداری نوجوانان

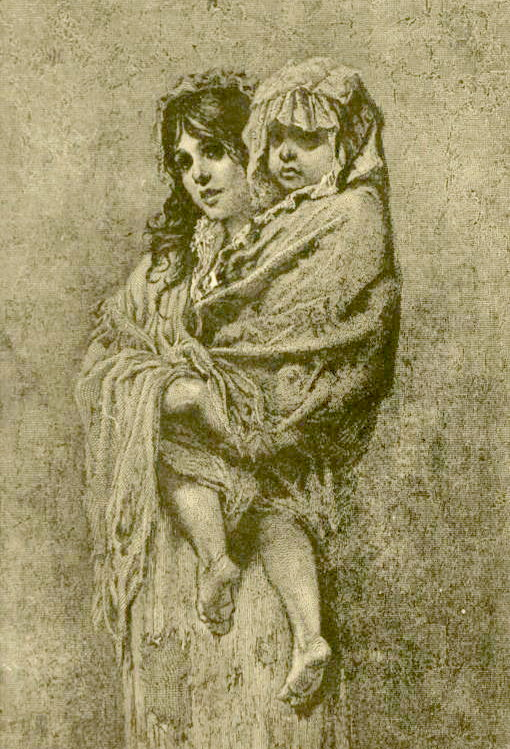
یک زن نوجوان و فرزندش

بارداری نوجوانان به باردارشدن یک دختر نوجوان یا کم‌سن‌وسال (معمولاً ۱۳ تا ۱۸ ساله) گفته می‌شود. این اصطلاح در گفتگوی روزمره معمولاً به زنانی اشاره دارد که قبل از رسیدن به سن قانونی، که در نقاط مختلف دنیا متفاوت است، حامله شده‌اند.
میانگین سن نخستین عادت ماهیانه در ایالات متحده آمریکا ۱۲ سال است، البته این رقم با توجه به قومیت و وزن شخص تفاوت می‌کند و نخستین تخمک‌گذاری نیز پس از آن به‌طور نامنظم رخ می‌دهد. سن میانگین نخستین قاعدگی در حال کاهش است و روند کاهش آن نیز ادامه‌دار بوده است. منجر شدن باروری به بارداری وابسته به عوامل متعددی اعم از اجتماعی و شخصی است. در سطح جهان، نسبت بارداری نوجوانان به کل بارداری‌ها از ۱۴۳ در ۱۰۰۰ در برخی کشورهای جنوب صحرای آفریقا تا ۲٫۹ در ۱۰۰۰ در کره جنوبی متغیر است.
بسیاری از مسائل مربوط به زایمان نوجوانان باردار با آنِ زنان بیست و چند و سی و چند ساله مشترک است. البته مادران جوان‌تر با نگرانی‌های پزشکی مضاعفی نیز روبرو می‌شوند، به‌ویژه آن‌هایی که کمتر از ۱۵ سال سن دارند و در کشورهای در حال توسعه زندگی می‌کنند. برای مادران ۱۵ تا ۲۰ ساله، سن به خودی خود عامل خطر نیست ولی خطرات دیگری که نشأت گرفته از عوامل اجتماعی-اقتصادی است آن‌ها را درگیر می‌کند.
داده‌هایی که بارداری نوجوانان را در کشورهای توسعه‌یافته به عنوان یک مسئلهٔ اجتماعی مطرح می‌کند شامل سطح آموزش پائین‌تر، نسبت فقر بالاتر و محرومیت بیشتر در دیگر دستاوردهای زندگی برای کودکانِ مادران نوجوان می‌شود. بارداری نوجوانان در کشورهای پیشرفته معمولاً خارج از چارچوب ازدواج اتفاق می‌افتد و در بسیاری از اجتماعات و فرهنگ‌ها یک بی‌آبرویی اجتماعی محسوب می‌شود. به همین دلایل، مطالعات و کمپین‌های متعدد با هدف مشخص کردن دلایل و کاهش شمار بارداری‌های نوجوانان انجام شده است.
در کشورها و فرهنگ‌های دیگر، خصوصاً در جهان در حال توسعه، بارداری نوجوانان معمولاً در چارچوب ازدواج اتفاق نمی‌افتد و در برخی جوامع و فرهنگها ننگ اجتماعی را به همراه دارد.
در میان کشورهای توسعه‌یافتهٔ عضو سازمان همکاری اقتصادی و توسعه، آمریکا و نیوزیلند بالاترین و ژاپن و کره جنوبی پائین‌ترین درصد بارداری نوجوانان را دارند.

## شیوع جهانی

میزان زایش در نوجوانان به ازای هر ۱۰۰۰ زن ۱۵–۱۹ ساله، 2000-2009

| کشور                | میزان زایمان نوجوانان هر ۱۰۰۰ زن ۱۵–۲۰ |
| ------------------- | -------------------------------------- |
| کره شمالی           | ۲                                      |
| کره جنوبی           | ۳                                      |
| ژاپن                | ۴                                      |
| چین                 | ۵                                      |
| سوئیس               | ۵                                      |
| هلند                | ۵                                      |
| اسپانیا             | ۶                                      |
| سنگاپور             | ۶                                      |
| ایتالیا             | ۶                                      |
| سوئد                | ۷                                      |
| دانمارک             | ۷                                      |
| تونس                | ۷                                      |
| لیبی                | ۷                                      |
| اسلوونی             | ۸                                      |
| فنلاند              | ۸                                      |
| لوکزامبورگ          | ۹                                      |
| فرانسه              | ۹                                      |
| بلژیک               | ۹                                      |
| یونان               | ۱۰                                     |
| قبرس                | ۱۰                                     |
| نروژ                | ۱۱                                     |
| آلمان               | ۱۱                                     |
| مالت                | ۱۲                                     |
| اتریش               | ۱۲                                     |
| جمهوری ایرلند       | ۱۵                                     |
| لهستان              | ۱۶                                     |
| کانادا              | ۱۶                                     |
| استرالیا            | ۱۶                                     |
| آلبانی              | ۱۶                                     |
| ترکمنستان           | ۱۷                                     |
| پرتغال              | ۱۷                                     |
| اسرائیل             | ۱۷                                     |
| جمهوری چک           | ۱۷                                     |
| ایسلند              | ۱۹                                     |
| کرواسی              | ۱۹                                     |
| بریتانیا            | ۲۰                                     |
| مجارستان            | ۲۱                                     |
| بوسنی و هرزگوین     | ۲۳                                     |
| اسلواکی             | ۲۴                                     |
| لتونی               | ۲۴                                     |
| تاجیکستان           | ۲۵                                     |
| لیتوانی             | ۲۶                                     |
| استونی              | ۲۶                                     |
| نیوزیلند            | ۲۷                                     |
| بلاروس              | ۲۷                                     |
| روسیه               | ۳۰                                     |
| گرجستان             | ۳۳                                     |
| ایران               | ۳۳                                     |
| مقدونیه شمالی       | ۳۴                                     |
| ارمنستان            | ۳۴                                     |
| جمهوری آذربایجان    | ۳۶                                     |
| رومانی              | ۳۷                                     |
| اوکراین             | ۳۸                                     |
| عربستان سعودی       | ۳۸                                     |
| عراق                | ۳۸                                     |
| بلغارستان           | ۴۱                                     |
| ترکیه               | ۴۳                                     |
| شیلی                | ۴۴                                     |
| برزیل               | ۴۵                                     |
| پاکستان             | ۵۰                                     |
| ایالات متحده آمریکا | ۵۳                                     |
| اندونزی             | ۵۵                                     |
| مکزیک               | ۶۴                                     |
| آفریقای جنوبی       | ۶۶                                     |
| هند                 | ۷۳                                     |
| نیجریه              | ۱۰۳                                    |
| افغانستان           | ۱۱۱                                    |
| نیجر                | ۲۳۳                                    |